# 텍사스거리

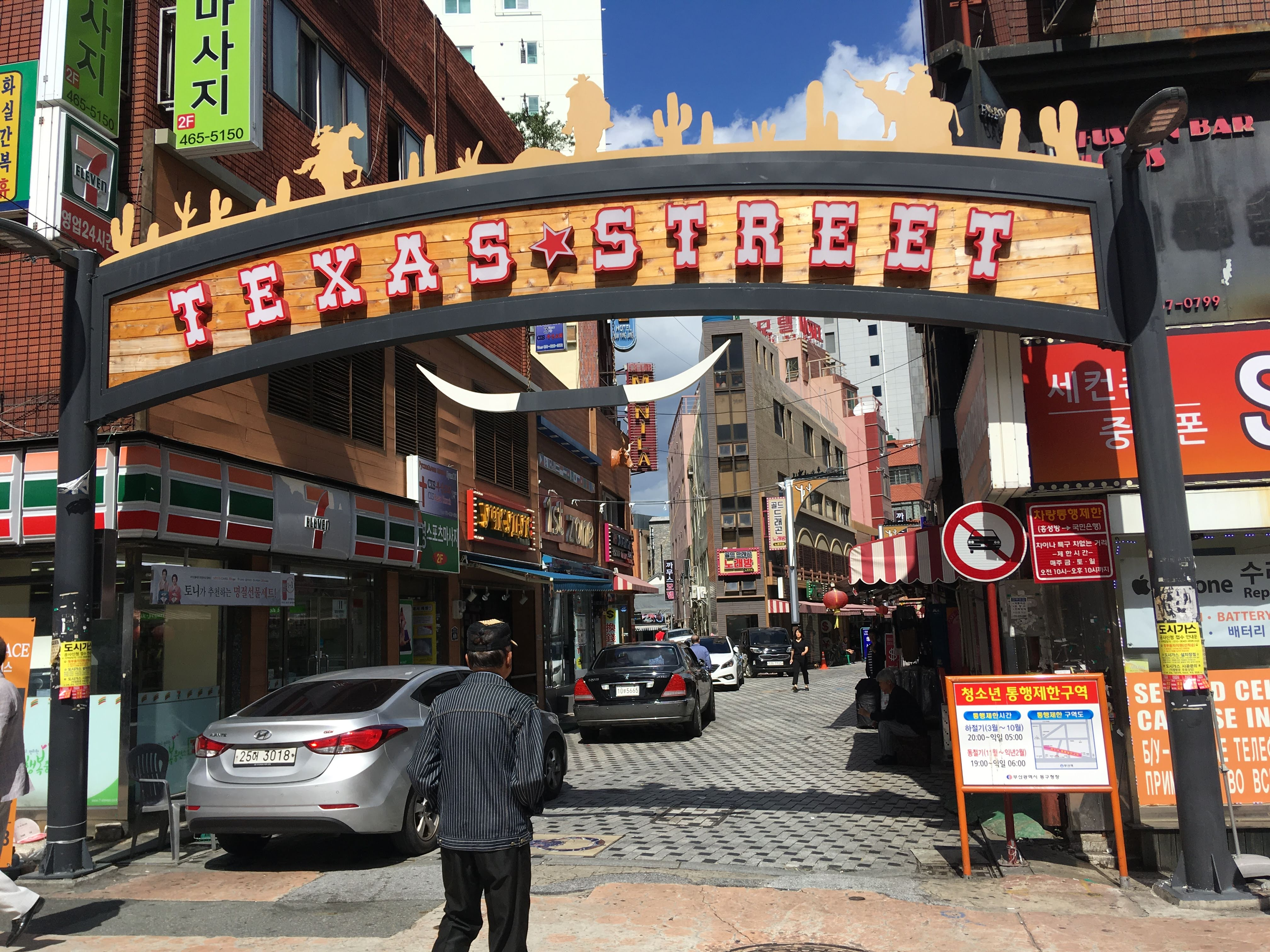
텍사스거리

텍사스거리는 대한민국 부산광역시 동구에 있는 홍등가이다. 부산역 바로 앞이고 부산 차이나타운 지역 바로 옆에 있다.